# Daviz Simango
Ne doit pas être confondu avec David Simango.
Daviz Mbepo Simango, né le 7 février 1964 et mort le 22 février 2021, est un homme politique mozambicain. Il fut maire de la ville de Beira de 2004 à sa mort en 2021 ainsi que fondateur et président du Mouvement démocratique du Mozambique (MDM), 3e principal parti politique mozambicain, de 2009 à sa mort.

## Biographie
Daviz Simango est le fils de Uria Simango (1926), qui avait été un des leaders du Front de libération du Mozambique pendant la lutte pour l'indépendance contre les colons portugais.
Simango étudie l'ingénierie civile à l'Université Eduardo Mondlane. Il rejoint ensuite le parti de droite de Résistance nationale du Mozambique (RENAMO) en 1997. En 2004, il est élu maire de la ville de Beira, poste qu'il conservera jusqu'à sa mort en 2021.
Le 6 mars 2009, il crée son propre parti, le Mouvement démocratique du Mozambique (MDM), positionné au centre-droit. Simango est candidat à l'élection présidentielle du Mozambique de 2009 en tant que candidat du MDM, où il obtient 8.59% des voix et se classe à la troisième position.
Simango meurt en février 2021, à l'âge de 57 ans, dans un hôpital en Afrique du Sud où il avait été transporté d'urgence, pour des complications liées au Covid-19 et du diabète.